# Жеребцов, Александр Михайлович (шахтёр)
Жеребцов Александр Михайлович (1903—1970) — проходчик шахты № 14-17 им. Я. М. Свердлова треста «Свердловуголь» комбината «Донбассантрацит», Герой Социалистического Труда.

## Биография
Родился в 1903 году в Харькове в семье рабочего. Вскоре вместе с родителями переехал в шахтерский Свердловск, где начинал свою трудовую деятельность на шахте. Приходилось выполнять различную работу, затем стал проходчиком и бессменно трудился на шахте № 14-17 имени Свердлова. С августа 1941 года и до последних дней ВОВ находился на фронте. В августе 1945 года демобилизовался из Советской Армии и вернулся в Свердловск, где снова начал работать на шахте № 14-17 имени Свердлова проходчиком, начальником отдела капитальных работ, горным мастером, машинистом подъема.
За успехи в восстановлении и строительстве угольных шахт, внедрение передовых методов производства А. М. Жеребцову в 1948 году было присвоено звание Героя Соц. Труда с вручением ордена Ленина, вскоре был награждён вторым орденом Ленина.
С 1956 года на пенсии.
Умер 10 августа 1970 года.